# Школа негодяев (фильм, 2006)
«Школа негодяев» (англ. School for Scoundrels) — американская кинокомедия, ремейк английского фильма «Школа для негодяев» 1960 года.

## Сюжет
Закомплексованный молодой неудачник Роджер записывается на секретные чудо-курсы повышения самооценки. Руководитель странных курсов по прозвищу Доктор Пи сперва вправляет герою мозги, а потом из спортивного интереса начинает ломать ему жизнь: Роджер пытается завоевать сердце своей соседки Аманды.

## В ролях
| Актёр              | Роль                               |
| ------------------ | ---------------------------------- |
| Джон Хидер         | Роджер                             |
| Билли Боб Торнтон  | Доктор Пи                          |
| Майкл Кларк Дункан | Лешер (помощник Доктора Пи)        |
| Джасинда Барретт   | Аманда (соседка Роджера)           |
| Луис Гусман        | сержант Морхед (начальник Роджера) |
| Дэвид Кросс        | Ян                                 |
| Коди Эренс         |                                    |
| Ди Рэй Дэвис       | Би-Би                              |
| Омар Дж. Дорси     | Лоуренс                            |
| Бен Стиллер        | Лонни                              |
| Марселла Лоуэри    | миссис Вашингтон                   |
| Орасио Санс        | Диего                              |
| Сара Сильверман    | Бекки                              |
| Мэтт Уолш          | Уолш                               |
| Джессика Строуп    | Жена Эли                           |
| Джим Парсонс       | Одноклассник                       |